# Michael Tsur
Michael Tsur (in ebraico מיכאל צור‎?; Gerusalemme, 9 settembre 1963) è un avvocato israeliano.
Insegna mediazione e negoziazione in diverse istituzioni nel mondo e ha partecipato come negoziatore a diversi eventi, fra cui il sequestro del giornalista Alan Johnston, l'assedio alla Basilica della Natività a Betlemme e il piano di disimpegno unilaterale israeliano.

## Vita professionale
Nel 1999 è cofondatore della Camera dei Mediatori Israeliana, e ne è stato presidente dal 1999 al 2003. Sempre a partire dal 1999 è un membro della squadra di negoziazione ostaggi delle forze di difesa israeliane. Ha avuto incarichi da mediatore per la Corte suprema di Israele, e ha sviluppato   metodi propri per la risoluzione di dispute che vengono usati da imprenditori  e compagnie multinazionali.
Nel 2003 Tsur ha edito l’edizione in ebraico del New York Times Best Seller Difficult Conversations: How to Discuss What Matters Most. Nel dicembre 2012 diverse organizzazioni di mediazione da Francia, Italia e Svizzera fondano l’Unione Europea Mediatori, nominandone Michael Tsur presidente onorario.

## Impegno accademico
Tsur insegna negoziazione e risoluzione di conflitti all’Università Ebraica di Gerusalemme, alla Cardozo School of Law di New York, alla Mitchell Hamline School of Law di Saint Paul, Minnesota, e all’Università Cattolica del Sacro Cuore a Milano. Tsur mantiene relazioni col Programma di Negoziazione dell’Università di Harvard. È inoltre specializzato nell’istruire dirigenti da tutto il mondo nel navigare negoziazioni e situazioni di natura complessa.
Nel 2012 fonda la scuola di negoziazione Shakla & Tariya a Herzliya, Israele.

## Vita personale
Tsur vive a Mevaseret Zion, un sobborgo di Gerusalemme, con sua moglie e le loro quattro figlie.